# Saint-Georges-Lagricol
Saint-Georges-Lagricol település Franciaországban, Haute-Loire megyében. Lakosainak száma 523 fő (2022. január 1.). Saint-Georges-Lagricol Usson-en-Forez, Beaune-sur-Arzon, Chomelix, Craponne-sur-Arzon, Saint-Julien-d’Ance és Saint-Pierre-du-Champ községekkel határos.

## Népesség
A település népessége az elmúlt években az alábbi módon változott:
| Lakosok száma | 446  | 411  | 400  | 449  | 516  | 527  | 527  | 518  | 520  | 523  |
|               | 1968 | 1982 | 1990 | 2006 | 2013 | 2015 | 2017 | 2019 | 2020 | 2022 |